# Johan Strid
Johan Strid, född 19 februari 1969, i Mälarhöjden Scoutledare och aktiv inom civilsamhället.  

## Yrkesliv
Johan Strid har sedan 2020 innehaft positionen som Director Ocean Race Summits på The Ocean Race. Han har också suttit i styrelsen för Svenska Spel sedan 2016.
Mellan åren 2013 och 2020 var Strid Generalsekreterare för Svenska Parasportförbundet och Sveriges Paralympiska Kommitté.
Under perioden 2003 till 2009 tjänstgjorde Strid som generalsekreterare för Svenska Scoutrådet, vilket innebar att han innehade den mest framstående tjänstemannaposten inom den svenska scoutrörelsen. Under sin tid som generalsekreterare bidrog Strid till grundläggandet av det framtida sammanslagningen av scoutförbunden i Sverige. Han var också en av skaparna av Konungens Stiftelse Ungt Ledarskap.

## Scouting
Strid har varit aktiv i Mälarhöjdens scoutkår inom Svenska Scoutförbundet sedan barnsben. Mellan 1998 och 2001 fungerade han som Internationell Commissioner för Svenska Scoutrådet inom World Organization of the Scout Movement, och var även medlem av dess styrelse. Mellan 2001 och 2007 satt Strid i den Europeiska Scoutkommittén, som representerar den högsta ledningen för scouting i Europa.  
Under Svensk scoutings andra nationella jamboreer Jiingijamboree 2007 ledde johan Scoutrådets kansli och deras stöd för Jamboreen.
På Världsscoutjamborreen i Sverige 2011 ledde Strid arbetet med simuleringen av FN för deltagarna.   
Sedan 2022 är Strid styrelseledamot i European Scout Foundation (ESF). ESF:s uppdrag är att stödja scoutingaktiviteter i Europa, med särskilt fokus på centrala och östra Europa.

## Utmärkelser
1997 mottog Strid Gustaf Adolf märket, vilket är svensk scoutings näst högsta utmärkelse. Vid Svenska Scoutrådets årsmöte 2010 tilldelades Strid Silvervargen, svensk scoutings högsta utmärkelse. Strids Silvervarg blev den 190:e att delas ut sedan traditionen inleddes 1920.